# Helen Jerome Eddy
Ne doit pas être confondu avec Helen Jerome.
Pour les articles homonymes, voir Eddy.
Helen Jerome Eddy, née le 25 février 1897 à New York et morte le 27 janvier 1990 à Alhambra en Californie, est une actrice de cinéma américaine. Elle s'est fait surtout remarquer dans des rôles de caractère en incarnant des héroïnes d'une certaine distinction comme  Hannah Randall dans le film Petit Démon (Rebecca of Sunnybrook Farm) (1917).

## Biographie

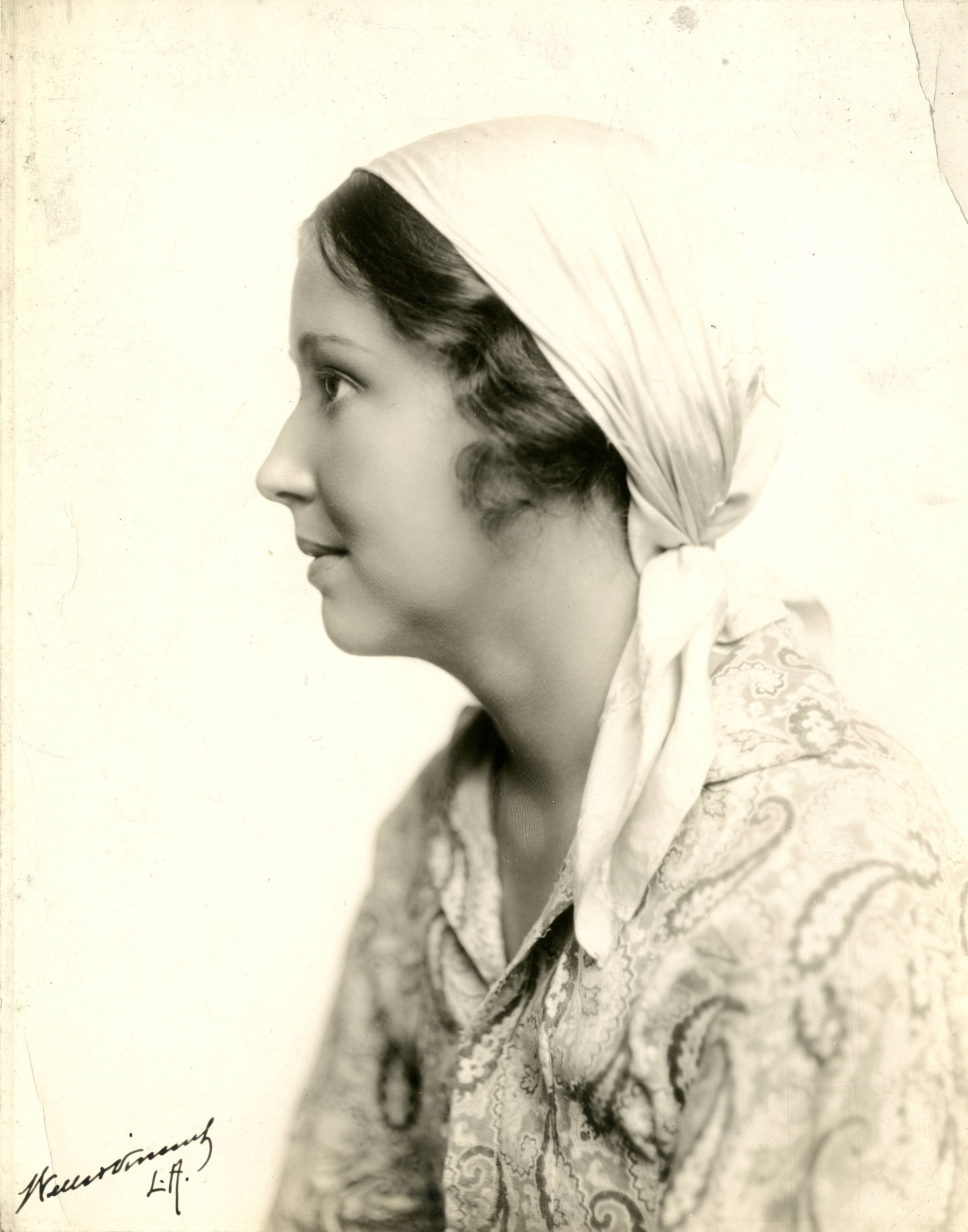
Helen Jerome Eddy en 1921. Photographie du J. Willis Sayre Collection of Theatrical Photographs.

Ayant grandi à Los Angeles, elle fait ses débuts sur scène au théâtre de la Pasadena Playhouse. Intéressée par le cinéma, elle entre aux studios de Siegmund Lubin, basés à Philadelphie qui, lorsqu'elle était jeune, avaient créé un  backlot près de chez elle, dans la banlieue de Los Angeles.

## Filmographie partielle
Son premier film a été The Discontented Man (1915). Peu après, elle quitte Lubin pour rejoindre la société Paramount Pictures. C'est à partir de cette époque qu'elle va commencer à avoir des rôles marquants. Les films notables dans lesquels elle a tourné sont The March Hare (1921), L'Ange des ténèbres, Camille, La Galante Méprise (Quality Street), La Divine Lady (The Divine Lady) (1929) et le premier film de la série Les Petites Canailles (Our Gang) : Small Talk (1929). Elle joue dans Girls Demand Excitement en 1931, et son dernier film, La Vie secrète de Walter Mitty (The Secret Life of Walter Mitty), en 1947. Même si elle ne joue qu'occasionnellement vers la fin des années 1920, on pouvait remarquer qu'Eddy restait étonnamment jeune après tant d'années de carrière.
- 1915 : The Gentleman from Indiana de Frank Lloyd
- 1916 : Redeeming Love de William Desmond Taylor
- 1916 : The Code of Marcia Gray de Frank Lloyd
- 1916 : Madame la Presidente de Frank Lloyd
- 1916 : The Tongues of Men de Frank Lloyd
- 1917 : Petit Démon (Rebecca of Sunnybrook Farm), de Marshall Neilan
- 1918 : La Proie pour l'ombre (Old Wives for New) de Cecil B. DeMille
- 1919 : Le Tournant (The Turn in the Road) de King Vidor
- 1919 : Âme hindoue (The Man Beneath) de William Worthington
- 1919 : Un jeune homme trop rangé (A Very Good Young Man) de Donald Crisp
- 1920 : Pollyanna de Paul Powell
- 1921 : The First Born de Colin Campbell
- 1921 : One Man in a Million de George Beban
- 1923 : En votre honneur, mesdames ! (To the Ladies) de James Cruze
- 1923 : An Old Sweetheart of Mine de Harry Garson
- 1923 : The Country Kid de William Beaudine
- 1924 : À travers la tempête (The Fire Patrol) de Hunt Stromberg
- 1925 : L'Ange des ténèbres (The Dark Angel) de George Fitzmaurice
- 1926 : Les Briseurs de joie (Padlocked) d'Allan Dwan
- 1927 : La Galante Méprise (Quality Street) de Sidney Franklin
- 1928 : Le Masque de cuir (Two Lovers) de Fred Niblo
- 1928 : 13 Washington Square de Melville W. Brown
- 1929 : Amour de gosses (Blue Skies) d'Alfred L. Werker
- 1930 : War Nurse d'Edgar Selwyn
- 1931 : Mata Hari de George Fitzmaurice
- 1932 : Frisco Jenny de William A. Wellman
- 1932 : The Night of June 13 de Stephen Roberts
- 1932 : La Grande Muraille (The Bitter tea of General Yen) de Frank Capra
- 1933 : Chanteuse de cabaret (Torch Singer) d'Alexander Hall et George Somnes
- 1933 : Nuits de Broadway (Broadway Through a Keyhole) de Lowell Sherman
- 1934 : Cœurs meurtris  (A Girl of the Limberlost) de Christy Cabanne
- 1934 : Quand une femme aime (Riptide) réalisé par Edmund Goulding
- 1935 : Une femme dans la rue (The Girl from 10th Avenue) d'Alfred E. Green
- 1936 : Annie du Klondike (Klondike Annie) de Raoul Walsh
- 1936 : Sous les ponts de New York (Winterset) d'Alfred Santell
- 1936 : Le Médecin de campagne (The Country Doctor) de Henry King